# Svjetska prvenstva u bendiju za žene
Svjetska prvenstva u bendiju (eng. Bandy World Championships) za muškarce se prvi put igralo tek 1957., iako se bendi (eng. bandy) igralo još u 19. stoljeću. 
Od 2004., održavaju se svjetska prvenstva i za žene.
Ne valja miješati svjetsko prvenstvo sa svjetskim kupom, koji je klupsko natjecanje.

## Sudionici
Dugo vremena, jedine četiri države koje su sudjelovale i natjecale se na svjetskom prvenstvu su bile SSSR, Švedska, Finska i Norveška. SSSR je imao potpunu prevlast. 
Kasnije, više zemalja se počelo pridruživati natjecanju, počevši od SAD-a 1985. godine. Zanimanje za ovaj šport se proširio i po drugim dijelima Europe, Sjeverne Amerike i Azije, a raspad SSSR-a je otvorio put samostalnim bendijskim savezima bivših sovjetskih republika.
Povećanjem broja sudionica, prvenstvo se sada igra u dvije lige, skupinu A za bolje i skupinu B koja predstavlja niži razred. U svakom prvenstvu, najbolja postava iz skupine B se automatski kvalificira za skupinu A u idućem natjecanju, zamjenjujući tako zadnjega u skupini A.

## Poredak na svjetskim prvenstvima
| Godina | Zlato   | Srebro | Bronca   | Domaćin        |
| ------ | ------- | ------ | -------- | -------------- |
| 2004.  | Švedska | Rusija | Finska   | Finska         |
| 2006.  | Švedska | Rusija | Norveška | Minnesota, SAD |
| 2007.  | Švedska | Rusija | Norveška | Mađarska       |
| 2008.  | Švedska | Rusija | Finska   | Švedska        |

## Vanjske poveznice
- Rezultati SP-a 1957.-1999. Pera G. Olssona